# Barreau du brabant wallon
 (février 2022).
L'Ordre des avocats du Brabant wallon, anciennement Barreau de Nivelles, est un ordre d'avocats situé dans l'arrondissement judiciaire du Brabant wallon en Belgique. Il est institué par l'article 488 du  Code judiciaire . Il forme avec les autres barreaux francophones et le barreau germanophone, l'Ordre des Barreaux Francophones et Germanophone (OBFG).
Il détient la personnalité juridique et est inscrit à la Banque Carrefour des Entreprises sous le n° 0858 357 354.

## Histoire
On identifie des avocats dans l'arrondissement judiciaire de Nivelles depuis au moins le milieu du XIXe siècle,. C'est le 25 juin 1928 qu'est élu le premier bâtonnier de l'Ordre en la personne d'Albert Foureau. La barreau compte alors 25 membres.
C'est en 1973 que se crée la conférence jeune barreau de Nivelles  qui prend la forme d'une ASBL le 10 juin 1988. Elle modifie sa dénomination en Conférence du jeune barreau du Brabant wallon le 18 septembre 2015.

### Les anciens bâtonniers du barreau de Nivelles
2021-2023 : Me Marc-Alain SPEIDEL 
2019-2021 : Me Benoît HAVET
2017-2019 : Me Roxane DAOUST
2015-2017 : Me Nicolas DUBOIS
2013-2015 : Me Jean-Noël BASTENIERE
2011-2013 : Me Christian DALNE
2009-2011 : Me Xavier VAN GILS
2007-2009 : Me André DELVOYE
2005-2007 : Me Xavier IBARRONDO
2003-2005 : Me Bernard VANHAM
2001-2003 : Me Jacques VAN DROOGHENBROECK
1999-2001 : Me Renaud de BRIEY †
1997-1999 : Me Pierre BAILLY 
1995-1997 : Me Dominique JOSSART †
1993-1995 : Me Maurice FELTZ
1991-1993 : Me Colette SERLIPPENS (1re femme bâtonnier de l'Ordre)
1989-1991 : Me Michel JANSSENS
1987-1989: Me Michel LARDINOIS †
1986-1987: Me Gaston LEGARDIEN †
1984-1986: Me Armand BERREWAERTS †
1982-1984: Me Paul RIGAUX †
1980-1982: Me Michel LARDINOIS †
1978-1980: Me Armand BERREWAERTS †
1978: Me Carlos HALLUENT † 01.07.1978
1976-1978: Me Paul RIGAUX †
1974-1976: Me Gaston LEGARDIEN †
1972-1974: Me Raoul della FAILLE de LEVERGHEM †
1970-1972: Me Léon-Henri JEURISSEN †
1968-1970: Me Emile WINDAL †
1966-1968: Me Raoul della FAILLE de LEVERGHEM †
1964-1966: Me Albert BODART †
1962-1964: Me Emile WINDAL †
1960-1962: Me Maurice BEAUDUIN †
1958-1960: Me Albert BODART †
1956-1958: Me Joseph CHAMBILLE †
1955-1956: Me Edmond GOUGNARD †
1953-1955: Me Cyriaque BAYOT †
1951-1953: Me Fernand JACQMOT †
1949-1951: Me Joseph CHAMBILLE †
1948-1949: Me Paul COLLET †
1946-1948: Me Edmond GOUGNARD †
1944-1946: Me Joseph CHAMBILLE †
1941-1944: Me Georges TOUSSAINT †
1939-1941: Me Paul de BURLET †
1937-1939: Me Louis GHEUDE †
1935-1937: Me Paul de BURLET †
1934-1935: Me Jules MATHIEU †
1932-1934: Me Albert FOUREAU †
1930-1931: Me Louis TRAMASURE †
1928-1930: Me Albert FOUREAU (1er bâtonnier de l'Ordre) †

## Activité
Il rassemble les avocats dont le cabinet est situé à titre principal ou secondaire dans les limites territoriales de la province du Brabant wallon.
Au 22 novembre 2023, le barreau du Brabant wallon compte 489 avocats, soit le quatrième barreau francophone de Belgique, au niveau des effectifs de barreaux.
Son siège est situé à Nivelles, au palais de justice situé place Albert 1er, 17. C'est à Nivelles que siègent les tribunaux de première instance, de l'entreprise et du travail du Brabant wallon. Y siègent également la Cour d'Assises du Brabant wallon ainsi que le justice de paix du canton de Nivelles et le tribunal de Police, division Nivelles.

### Le conseil de l'Ordre
En vertu de l'article 449 du code judiciaire, les barreaux comptant entre 100 et 500 membres élisent chaque année un conseil de l'Ordre comptant en son sein 15 conseillers et un bâtonnier. L'article 455 du code judiciaire stipule que: "Le conseil de l'Ordre est chargé de sauvegarder l'honneur de l'Ordre des avocats et de maintenir les principes de dignité, de probité et de délicatesse qui font la base de leur profession et doivent garantir un exercice adéquat de la profession."

### Dans l'art
À l'occasion de la journée portes ouvertes du Palais de justice 2, situé Rue Clarisse 115, et organisée par le barreau le 24 novembre 2001, l'artiste et dessinateur belge, François Schuiten a dessiné une affiche originale reprenant la tour du palais de Justice historique de Nivelles, place Albert 1er. L'affiche est exposée à la Maison Autrique à Bruxelles.